# Ліві (Словенія)
Ліві — екосоціалістична

і демократично-соціалістична
 
політична партія в Словенії 
Була створена 24 червня 2017 року шляхом злиття Ініціатива за демократичний соціалізм (IDS) та Партії за сталий розвиток Словенії (TRS). 
Партія є наступником лівого виборчого альянсу Об'єднані ліві.

## Утворення
Коаліція «Об'єднані ліві» була створена для участі у європейських виборах 2014 року. 
Установчий з'їзд «Об'єднаних лівих» 1 березня 2014 року відвідав Алексіс Ципрас із грецької Коаліції радикальних лівих. 
На виборах до Європарламенту коаліція сенсаційно здобула 5,5 % голосів, чого, втім, було недостатньо для вибору хоча б одного євродепутата. 
На парламентських виборах 2014 року коаліція посіла п'яте місце, здобувши 51 463 (5,97 %) голосів і 6 депутатських мандатів — стільки ж, скільки і партія «Соціал-демократи», яка до того була провідною силою лівого спектру в країні. 
Парламентську фракцію «Об'єднаних лівих» очолив 27-річний Лука Месец.
В 2016 році розпочався переговорний процес щодо об'єднання партій коаліції, який зайняв півтора роки і супроводжувався внутрішніми суперечками. 
Представники Демократичної партії праці та незалежних активістів, не представлені у парламенті, звинувачували дві інші партії у недемократичних тенденціях та відмовилися зливатися з ними; також відкололася частина членів Ініціативи за демократичний соціалізм, включаючи одного із депутатів. 
Проте за підтримки Партії європейських лівих (ПЕЛ) влітку 2017 року було завершено створення єдиної партії «Левиця». Керівники Ініціативи за демократичний соціалізм та Партії за сталий розвиток Словенії (відповідно Лука Месець та Віолета Томіч) стали координатором нової партії та його заступницею.

## Вибори

### Національна Асамблея
| Державне зібрання Словенії |              |              |                         |   |
| Рік                        | # of Голосів | % of Голосів | # of Місць у парламенті | ± |
| 2014                       | 51,490       | 6.0          | 6 / 90                  |   |

### Європарламент
| Європарламент |              |              |                         |   |
| Рік           | # of Голосів | % of Голосів | # of Місць у парламенті | ± |
| 2014          | 21,985       | 5.5          | 0 / 8                   |   |